# 志原村
志原村（しわらむら）は、長崎県壱岐郡にあった村。1955年（昭和30年）に武生水町、柳田村、初山村、渡良村、沼津村と合併し、郷ノ浦町となった。
現在の壱岐市郷ノ浦町の東部にあたる。

## 地理
壱岐島の南部に位置する。
- 山：岳ノ辻
- 河川：舩橋川、坂本川

## 沿革
- 1889年（明治22年）4月1日 - 町村制施行により、石田郡志原村が単独村制にて発足。
- 1896年（明治29年）4月1日 - 郡制施行により、壱岐郡と石田郡が合併し改めて壱岐郡が発足[1]。同日より志原村は壱岐郡の管轄となる。
- 1955年（昭和30年）2月11日 - 武生水町・柳田村・初山村・渡良村・沼津村と合併して郷ノ浦町が発足し、志原村は自治体として消滅。

## 地名
触を行政区域とする。志原村は1889年の町村制施行時に単独で自治体として発足したため、大字は無し。
- 久喜触
- 釘山触
- 大原触（たいばる）
- 西触[2]
- 平人触（ひろうと）
- 南触[3]

## 名所・旧跡
- スキヤクジャク群落（大原触）[4]